# Собака.ru
Журнал «Собака.ru» — первый локальный глянцевый журнал в Санкт-Петербурге, издаётся с 1999 года издательским домом ООО "Журналы и сайты «Фабрика контента „Точка Ру“». Одна из крупнейших федеральных сетей городских lifestyle глянцевых журналов. Выходит один раз в месяц.

## История
Инициатором создания журнала был художник Анатолий Белкин (по словам журналиста И.Шнуренко, идея о создании журнала появилась ещё в 1998 году и принадлежала ему и журналисту Михаилу Борисову, а название придумал поэт Аркадий Драгомощенко), привлёкший к работе над проектом Веронику Белоцерковскую (Антонышеву) — тогда владелицу агентства по продаже телевизионного времени, являвшегося эксклюзивным региональным селлером канала «ОРТ», который и выступил спонсором первых номеров «Собаки». Мотивы и историю создания, а также концепцию первых номеров сам Белкин описывает так: «…Я сказал ей (Антонышевой): „Ника. Я так люблю хорошие фотографии и хорошие тексты… и в Петербурге нет ни одного толстого журнала про жизнь большого города. А ведь это — шестимиллионный европейский город! Давай издадим журнал!“ — на что Ника ответила: „Давай!“ Первая „Собака“ делалась на деревянном компьютере… ножовкой, напильником, ржавыми гвоздями. Над нами все смеялись. Но с самого начала я вложил в свое детище три принципа, которые они выдерживают до сих пор. Первый: ни одного слова о политике. Второй: ни одного слова о криминале. Третий: ни слова об экономике. Я с самого начала сознавал, что необходимо делать акцент на частной жизни, ибо частная жизнь всегда превалирует над политикой». В результате Анатолий Белкин стал редактором журнала, а Вероника Белоцерковская — издателем, в 2000 году основав Издательский дом «Собака».
После выхода нескольких номеров журнала была поставлена цель сделать журнал, изначально выпускаемый «для друзей» и выглядевший как арт-издание, коммерческим, в результате чего формат и оформление журнала, в том числе подача материала, стали более привычными для потенциальной аудитории. По словам креативного директора издательского дома «Собака» А. Савельева, в 2005 году журнал отражал попытку «найти компромисс… между тем, о чём хочется написать, и тем, что реально продаётся с лотка». Примерно в это же время из-за нехватки времени и несовместимости с новой концепцией из журнала уходит А. Белкин, новым главным редактором становится Яна Милорадовская.
В 2006 году начинает свою работу сайт журнала, а в 2008 году издание выходит за пределы Петербурга: в марте Издательский дом «Собака» совместно с ГИ «Проспект-Омск» начинает выпуск журнала «Омск. Собака.ru. Журнал о людях в Омске» (перестал выходить в 2012 году), а с сентября постоянно выходит «Мск. Собака.ру. Журнал о людях в Москве» (главный редактор — А. Савельев), и запущена федеральная программа издания журнала в крупных городах России. Через год после запуска программы общий тираж «Собаки» составил 153 000 экземпляров. Популярность журнала за пределами Петербурга и Москвы объясняют в том числе уникальным сочетанием регионального и федерального материала. Несмотря на все усилия команды издателя, Московская «Собака» была закрыта в 2010 году. К 2020 году количество городов, в которых выходит «Собака», достигло девятнадцати, среди них Екатеринбург, Самара, Новосибирск, Ростов-на-Дону, Красноярск, Нижний Новгород. Однако к 2022 году количество изданий и совокупный тираж группы уменьшился до 14 изданий общим тиражом 135 000 экземпляров.
В марте 2022 года в отношении Белоцерковской было возбуждено уголовное дело по «закону о фейках»; она стала одной из первых, против кого был применён новый закон.

## О журнале
Журнал имеет традиционные рубрики. Некоторые из них существуют с момента создания журнала, другие появились позднее. В рубрике «Город» рассматривается каждый раз новая, актуальная тема. Рубрика «Портреты» включает четыре интервью с известными людьми Петербурга, среди которых политики, бизнесмены, писатели, художники, артисты и спортсмены. В рубрике «Аперитив» профессиональные критики и непосредственные участники событий рассказывают о новинках кино, музыки, моды и дизайна, театров, музеев, ресторанов. Последние новости города и светской жизни освещают рубрики «Главное», «Стиль», «Образ жизни», «Светская хроника».

## Премия «Собака.ru ТОП 50»
С 2006 года журнал «Собака.ru» ежегодно присуждает премию «Собака.ru ТОП 50». Премия присуждается в десяти номинациях: «Театр», «Искусство», «Литература», «Кино», «Музыка», «Бизнес», «Наука», «Спорт», «Мода» и «Старт-ап года».
Победители определяются путем открытого интернет-голосования на сайте премии. Завершает премию церемония награждения, которая в разные годы проходила в Михайловском театре и Летнем саду.

## Конкурс «Новые имена в дизайне»
С 2007 года журнал «Собака.ru» ежегодно выбирает 10 самых перспективных дизайнеров Санкт-Петербурга. Вещи победителей конкурса участвуют в звездной съемке для страниц журнала, финалисты презентуют свои коллекции на неделе моды, а победитель онлайн-голосования получает шанс пройти стажировку у ведущих российских дизайнеров или грант на обучение в международных институтах моды.
Победители конкурса определяются экспертным советом, в состав которого всегда входят самые актуальные деятели моды, и также путем открытого интернет-голосования на сайте конкурса. Финалистами конкурса в разное время становились: Алексей Сорокин, Сергей Бондарев, Наталья Лескова, сестры Катя и Вера Вайпер.

## Конкурс «Лучшие дизайнеры и интерьеры»
Ежегодная премия в области дизайна интерьеров от журнала «Собака.ru».
Присуждается лучшим дизайнерам и интерьерам Санкт-Петербурга с 2006 года. В 2013 году в правила конкурса были внесены изменения — главную номинацию разделили на «Лучший интерьер» и «Лучший дизайнер».

## Награды
В 2004 году издатель журнала В. Белоцерковская стала лауреатом Национальной Премии «Медиа-Менеджер России», в том числе "за вывод в безусловные лидеры на рынке lifestyle-журналов Санкт-Петербурга журнала «СПб Собака. Ру». Фотографии и фотографы журнала становились лучшими на различных конкурсах.

## Критика
Журнал критикуется за небольшое количество текстового материала и господствующее положение рекламы (И. Шнуренко: «Теперешняя „Собака“ принадлежит к породе „умного глянца“. Это означает множество материалов, которые, как ни крути, всё равно являются прокладками между рекламой пиджаков и туалетной воды. С годами материалы стали совсем короткими — видимо, потому что их всё равно никто не читает»).